# Ponte dell'incontro (Jisr el-Majami)
Jisr el-Majami o Jisr al-Mujamieh (in arabo جسر المجامع‎?, Jisr al-Majami, "Meeting Bridge or "The bridge of the place of assembling"", lett. "ponte dell'incontro" o "il ponte del luogo del raduno", e in ebraico גֶּשֶׁר‎?, Gesher, lett. "ponte") è un antico ponte in pietra, forse di origine romana, sul fiume Giordano al confine tra Israele e Giordania. Il nome deriva dalla posizione del ponte, 200 m (660 piedi) a sud della confluenza dei fiumi Yarmuk e Giordano.

## Descrizione
Il ponte misura 70 m (230 piedi) di lunghezza, con un arco principale che è l'unico che lascia sempre passare il flusso d'acqua. Ci sono inoltre sei archi più piccoli, posizionati più in alto su una seconda fila, che presumibilmente aiutano il flusso durante le piene del fiume.
Il ponte presenta cunei in tutta la sua volta, differenziandosi così dai ben noti ponti mamelucchi, quali il ponte delle Figlie di Jacob, il ponte Yibna e Jisr Jindas, caratterizzati dall'uso di piccole pietre nella volta dei loro archi.

## Storia

### Periodo romano
Il ponte mostra almeno due fasi principali di costruzione; un livello inferiore di probabile origine romana e archi ogivali superiori probabilmente di epoca medievale. Alcune fonti affermano che il ponte sia stato costruito in epoca romana, mentre altre che sia stato costruito nel Medioevo. Una lettera del 1925 scritta dal Dipartimento delle Antichità della Palestina riporta che il ponte fu inizialmente costruito in epoca romana. Ciò è supportato da una pietra miliare romana rinvenuta nelle vicinanze, che, considerata la scarsità di altre strutture locali, suggerisce verosimilmente la presenza di un attraversamento romano del fiume nella zona.

### Dai primi musulmani al periodo ottomano
Al-Muqaddasi (c. 945/946 - 991), scrisse "oltre l'estremità inferiore del Lago di Tiberiade c'è un grande ponte, sul quale si trova la strada per Damasco", tuttavia, Andrea Petersen crede che Al-Muqaddasi potrebbe essersi riferito a Jisr es-Sidd, più a nord (presso Um al-Junah, vicino all'odierna Degania Bet).
Il ponte subì almeno due importanti riparazioni durante il medioevo, prima da parte di Usama al-Halabi durante il regno di Saladino (1174–93), e successivamente da un certo "Jamal ad-Din" nel 1266–67. Shihab al-Umari, scrivendo a metà del 1300, parlava di un punto sosta rinnovato lungo il percorso da Beisan a Irbid chiamato Jisr al Mujami, noto anche come Jisr Usama, prendendo il nome dall'emiro di Saladino che la riparò. Un manoscritto conservato nella Biblioteca nazionale di Francia afferma che fu costruito dal sultano mamelucco Barquq (r. 1380–90). Un epitaffio di un musulmano di Bitlis che annegò a Jisr al Majami nell'ottobre 1308 è stato ritrovato sotto il pavimento ottomano nel khan.

### Età moderna
Una mappa dell'invasione di Napoleone del 1799 a cura di Pierre Jacotin mostrava il ponte, chiamato Pont de Magama, e l'adiacente Khan, contrassegnato come Caravanserail.
James Finn scrisse nel 1868 che il ponte era "in condizioni abbastanza buone, con un arco grande e diversi archi più piccoli disposti su due file, e un khan fatiscente all'estremità occidentale... Il khan era stato un edificio robusto, ma le pietre del portale massiccio, particolarmente la grande chiave di volta, sono ora spaccate, come per effetto di polvere da sparo." Finn notò anche una storia secondo la quale "i menestrelli erranti, anche ora tra i Bedaween, cantano le canzoni dei quaranta giovani orfani che avevano gareggiato in composizioni poetiche sotto l'influenza dell'amore per una fanciulla araba al ponte di Mejama'a". L'indagine sulla Palestina occidentale (SWP) del Fondo per l'esplorazione della Palestina (PEF) ha rilevato che il nome era correlato al "ponte del raccoglitore", che divenne l'As-Sirāt.

### XX secolo
Il ponte svolse un ruolo strategico durante la prima guerra mondiale; fu occupato dal 19° lancieri durante la cattura di Afulah e Beisan. Nella concessione di Rutenberg, fu inclusa anche l'area intorno a Jisr Majami.
Il ponte fu risparmiato durante la Notte dei ponti del 1946, ma fu danneggiato durante la guerra arabo-israeliana del 1948, principalmente a causa dell'esplosione di mine poste sul parallelo ponte stradale costruito negli anni '20.

### Ristrutturazione del 2014

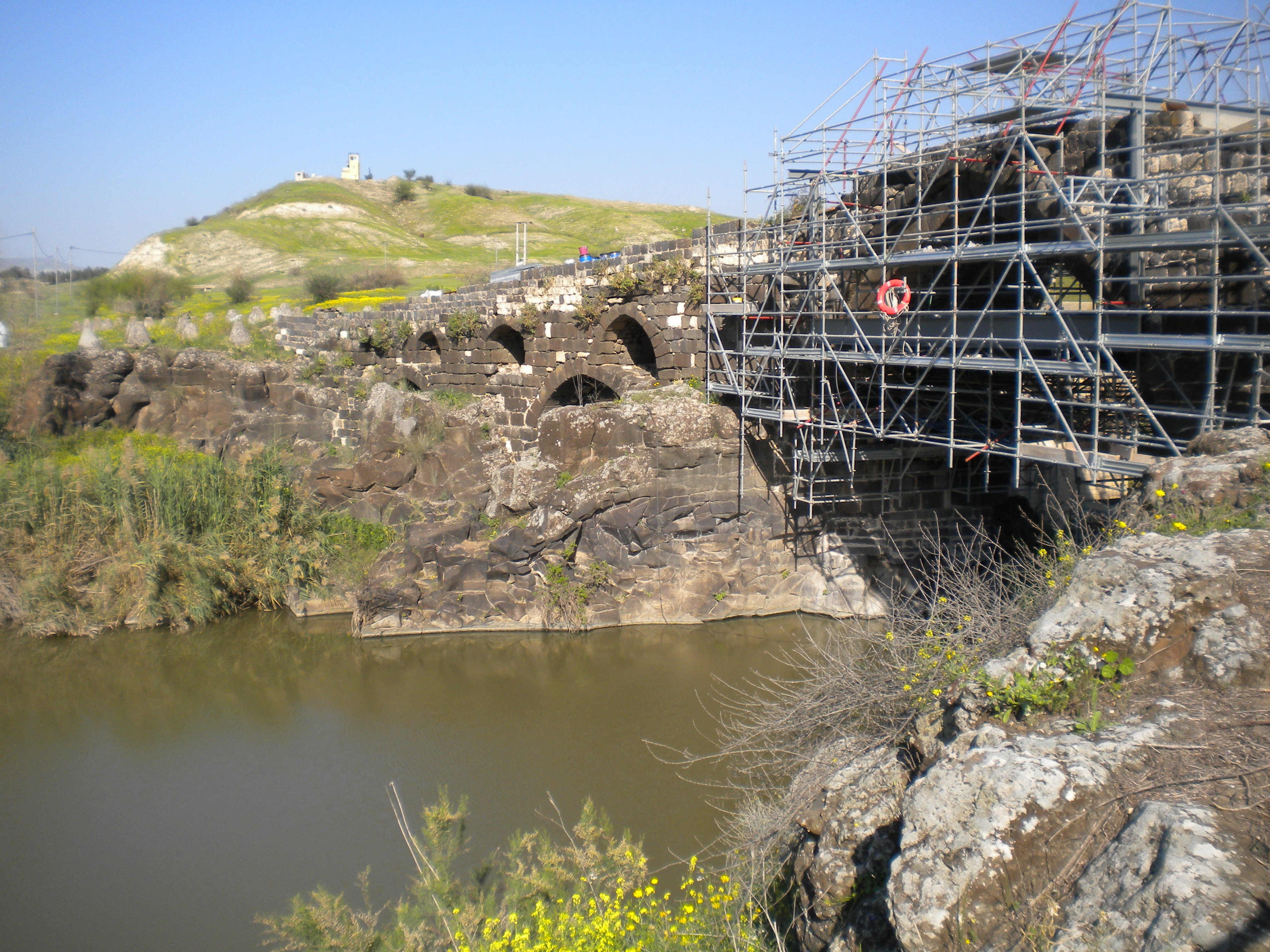
Ristrutturazioni del 2014

Il ponte è stato ristrutturato nel 2014 dal Ministero della Cultura italiano insieme al Dipartimento delle Antichità della Giordania e all'Autorità delle Antichità israeliane.

## Ponti moderni
Un ponte ferroviario fu costruito parallelamente ad esso all'inizio del XX secolo per collegarsi alla ferrovia della valle di Jezreel e venne inaugurato nel maggio 1904, mentre un ponte stradale venne costruito all'inizio degli anni '20.  A 246 m (807 piedi) sotto il livello del mare, era allora il punto più basso mai raggiunto dalla ferrovia in qualsiasi parte del mondo.

## Khan e insediamenti

### Khan
Intorno al 1365 un khan (caravanserraglio) fu costruito a Jisr al Majami.
Nel 1849, William F. Lynch descrisse le rovine del khan in questo modo: "Un khan in rovina incoronava la cresta della collina, ai piedi della quale giacevano grandi masse di roccia vulcanica o di tufo, come se fossero state scosse dalla massa solida circostante dalla scossa di un terremoto. Il khan era evidentemente una struttura rigida che era stata distrutta da qualche convulsione, tanto erano sparse le masse spesse e pesanti della muratura".
Nel 1875 Victor Guérin visitò e notò i resti del khan abbandonato. Il khan era alto due piani e costruito intorno a un cortile. Era stato costruito con pietre di basalto e cancelli fatti in stile ablaq; alternando pietre bianche e nere. Il khan aveva una sola entrata. Non lontano dal khan, Guérin notò l'antico ponte, con un arco centrale molto più grande rispetto agli archi laterali.

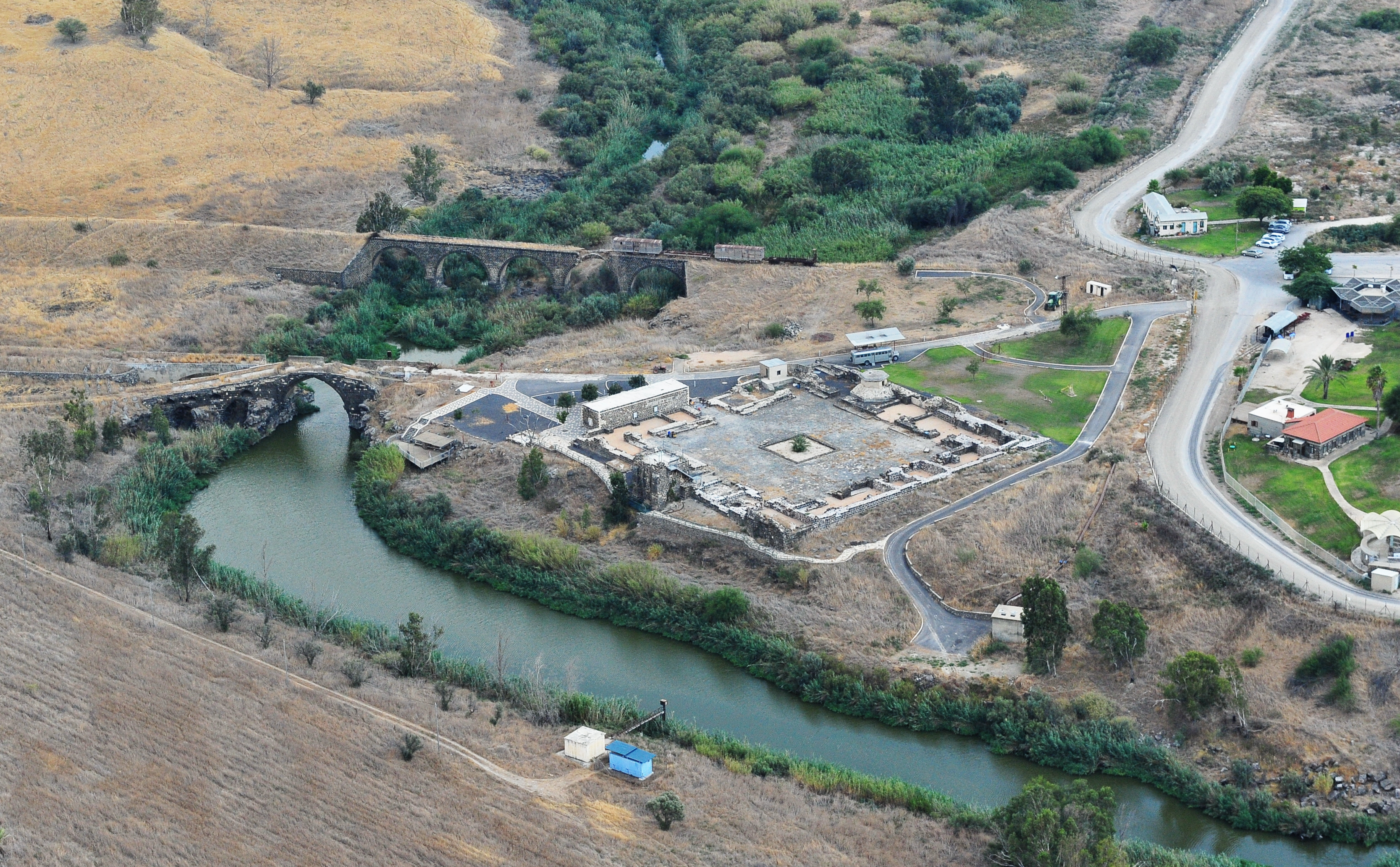
Vista dall'alto nel 2014 del ponte medievale che nasconde dietro di sé il moderno ponte stradale, il ponte ferroviario e le rovine quadrangolari del khan

Nel 1882 l'Indagine sulla Palestina occidentale (SWP) del PEF descrisse un "khan in rovina, o "ostello", un grande edificio quadrangolare con volte sottostanti, ancora in buono stato di conservazione".

### Insediamento arabo
Un piccolo insediamento rimase nel caravanserraglio fino all'inizio del XX secolo. Nel censimento della Palestina del 1922, condotto dalle autorità del mandato britannico, Jisr al Majami contava una popolazione di 121 abitanti; 112 musulmani, 4 ebrei e 5 cristiani, dove tutti i cristiani erano di fede ortodossa.

### Kibbutz
In seguito alla costruzione della prima centrale idroelettrica giordana, la popolazione cambiò totalmente, portandosi nel censimento del 1931 a un totale di 320 abitanti; 3 musulmani, 316 ebrei e 3 cristiani, per un totale di 43 abitazioni. Alcuni di questi edifici erano all'interno del khan stesso.
Il 13 agosto 1939, al concludersi della rivolta araba del 1936-1939 in Palestina, fu stabilito un insediamento ebraico "torre e palizzata", noto come Kibbutz Gesher.
Nelle statistiche del 1945, Jisr al Majami aveva 250 abitanti; 230 ebrei, 10 musulmani e 10 cristiani e la superficie totale copriva 458 dunum. Un totale di 15 dunum venivano utilizzati per la coltivazione di agrumi e banane, 274 dunum per i cereali, mentre 169 dunum erano registrati come terreni incolti.
Il kibbutz danneggiato fu evacuato dopo i combattimenti durante la guerra arabo-israeliana del 1948 e ricostruito circa 1 km (0.62 miglia) a ovest, dove si trova attualmente.

## Galleria d'immagini

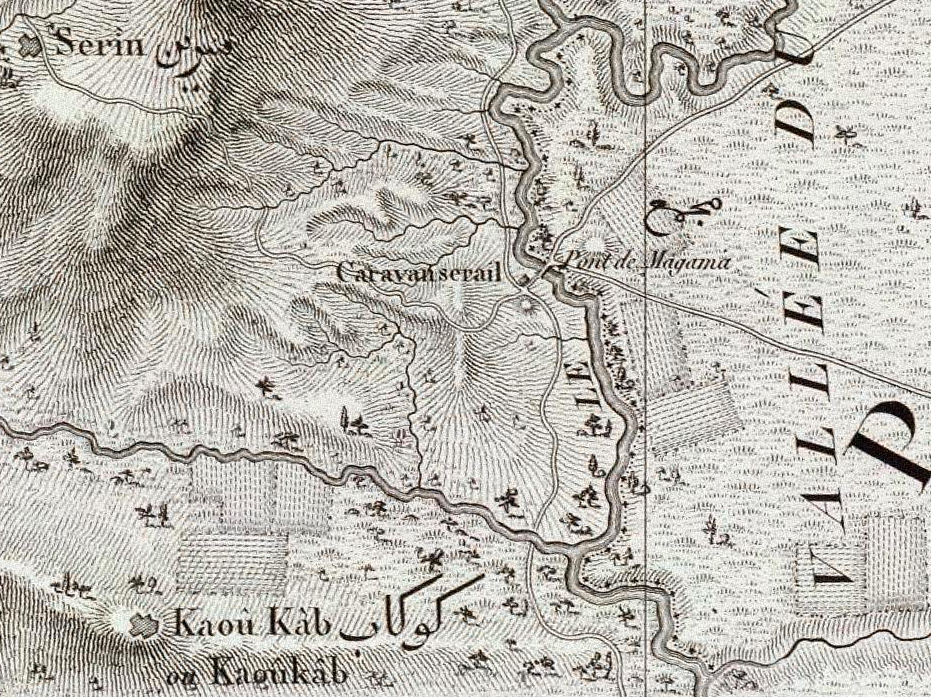
1799 mappa (dettaglio) di Pierre Jacotin
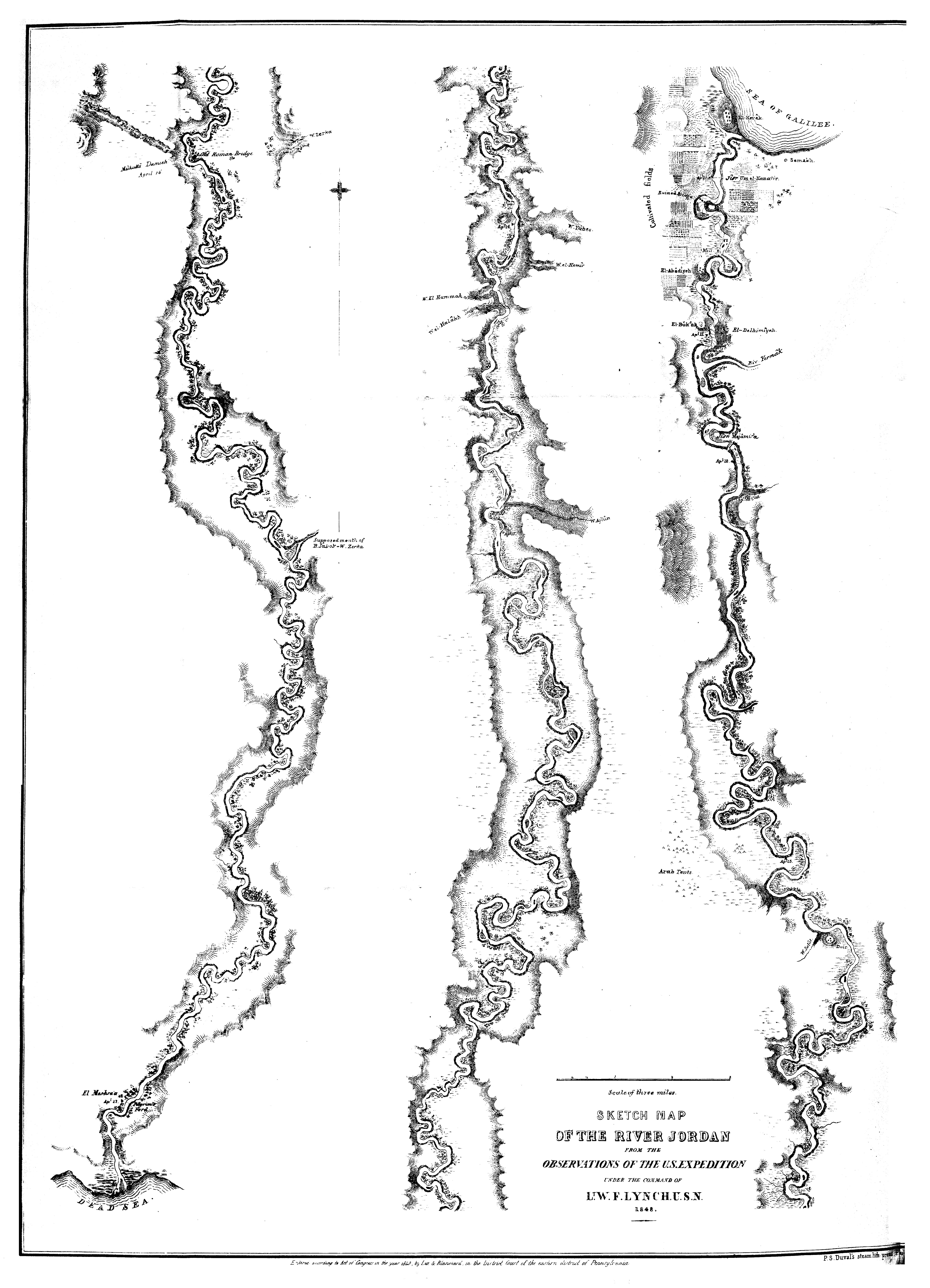
1849 mappa del fiume Giordano che mostra Jisr el-Majami, così come Jisr ed Damiye, di William F. Lynch
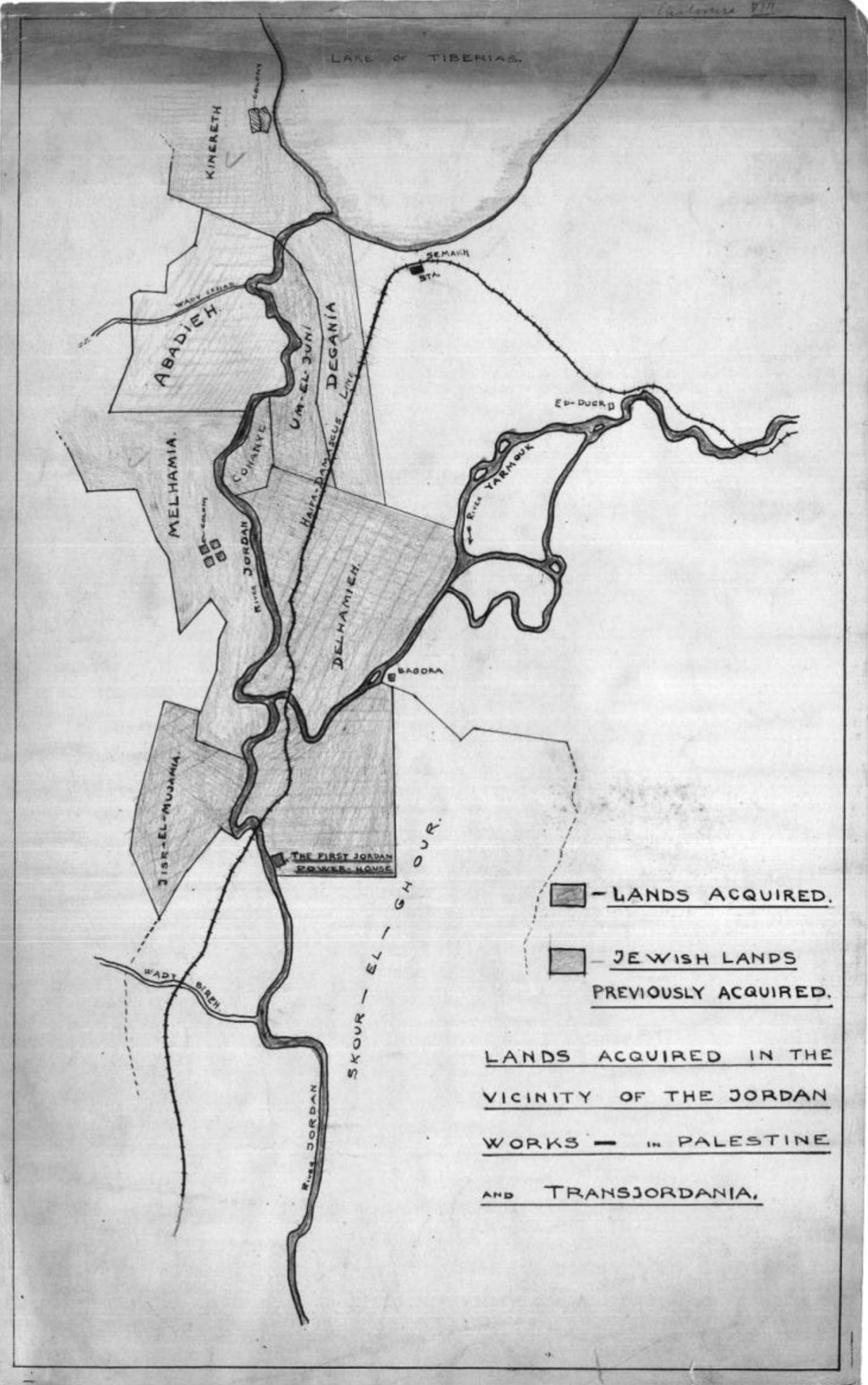
Il terreno che circonda il ponte è stato acquisito dalla Palestine Electric Company negli anni '20[senza fonte]
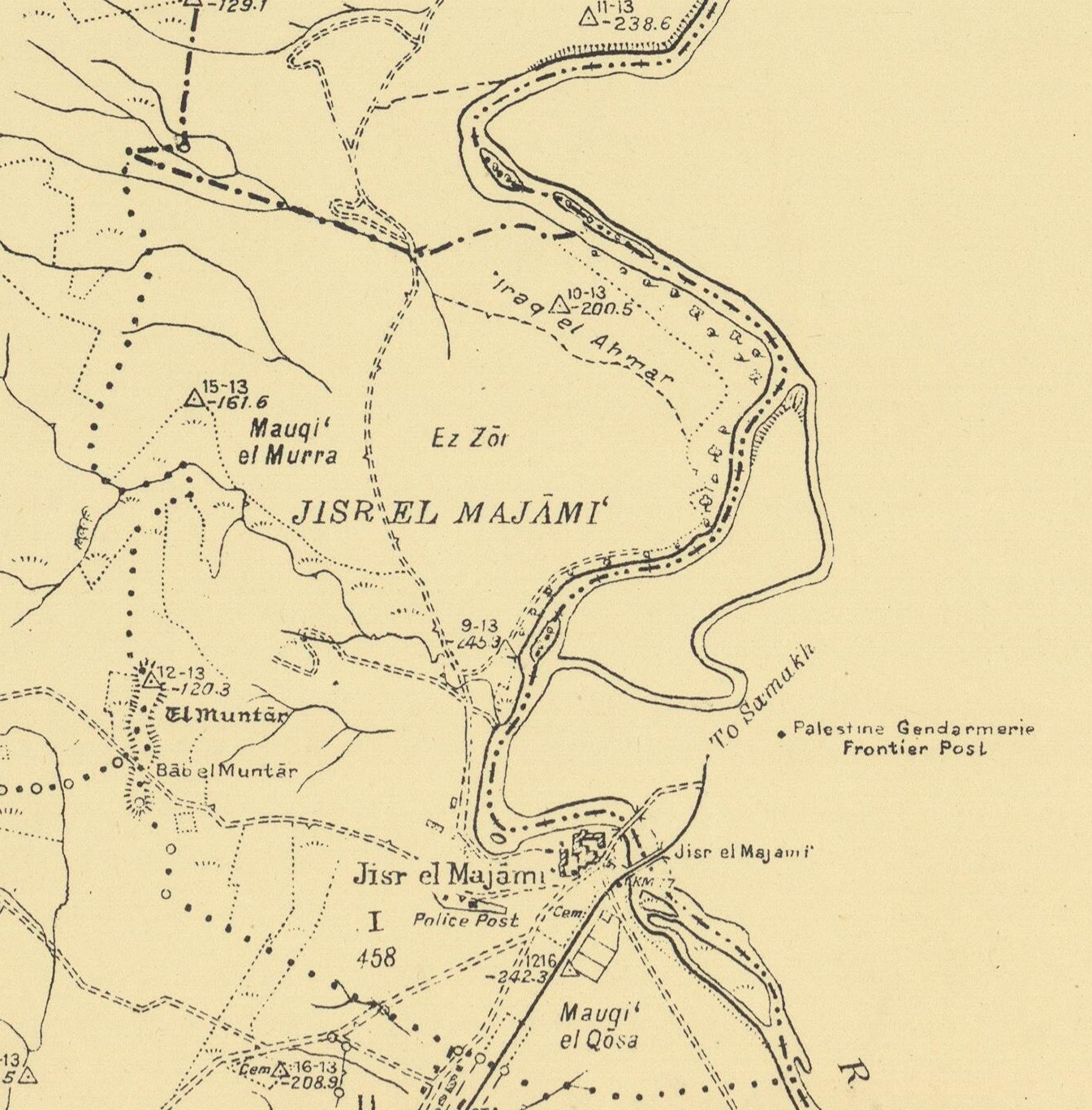
1928 mappa dell'area "confine del villaggio" di Jisr el Majami
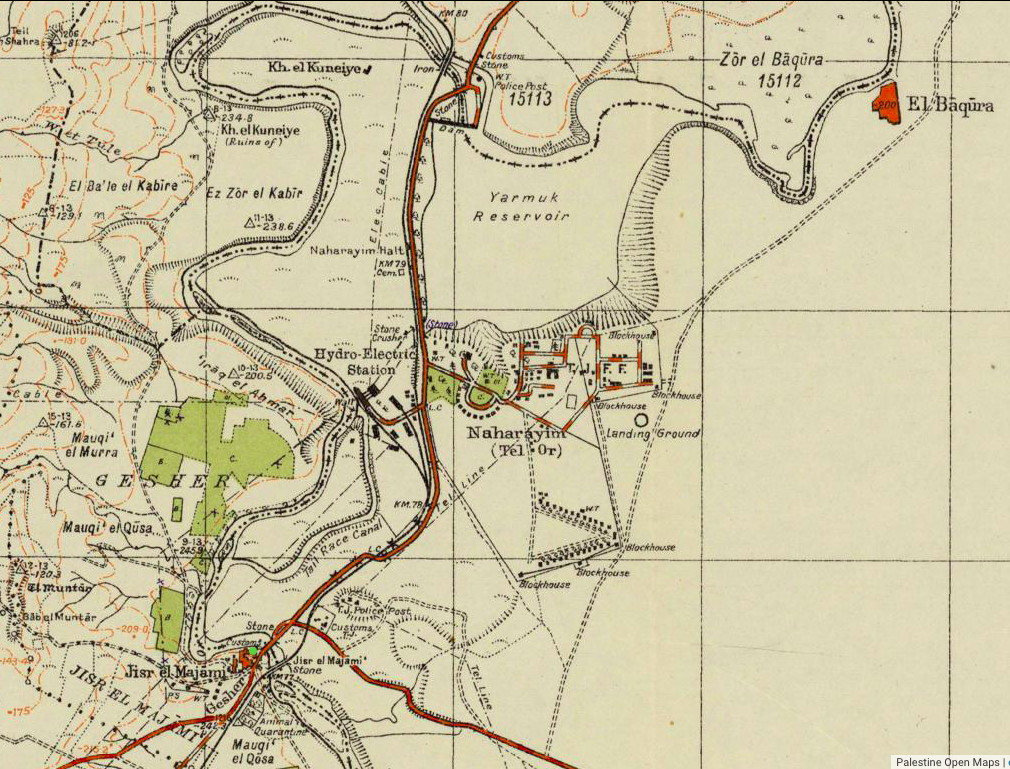
1942 mappa dell'area: la parte settentrionale era diventata parte del Kibbutz Gesher (c. 1939)

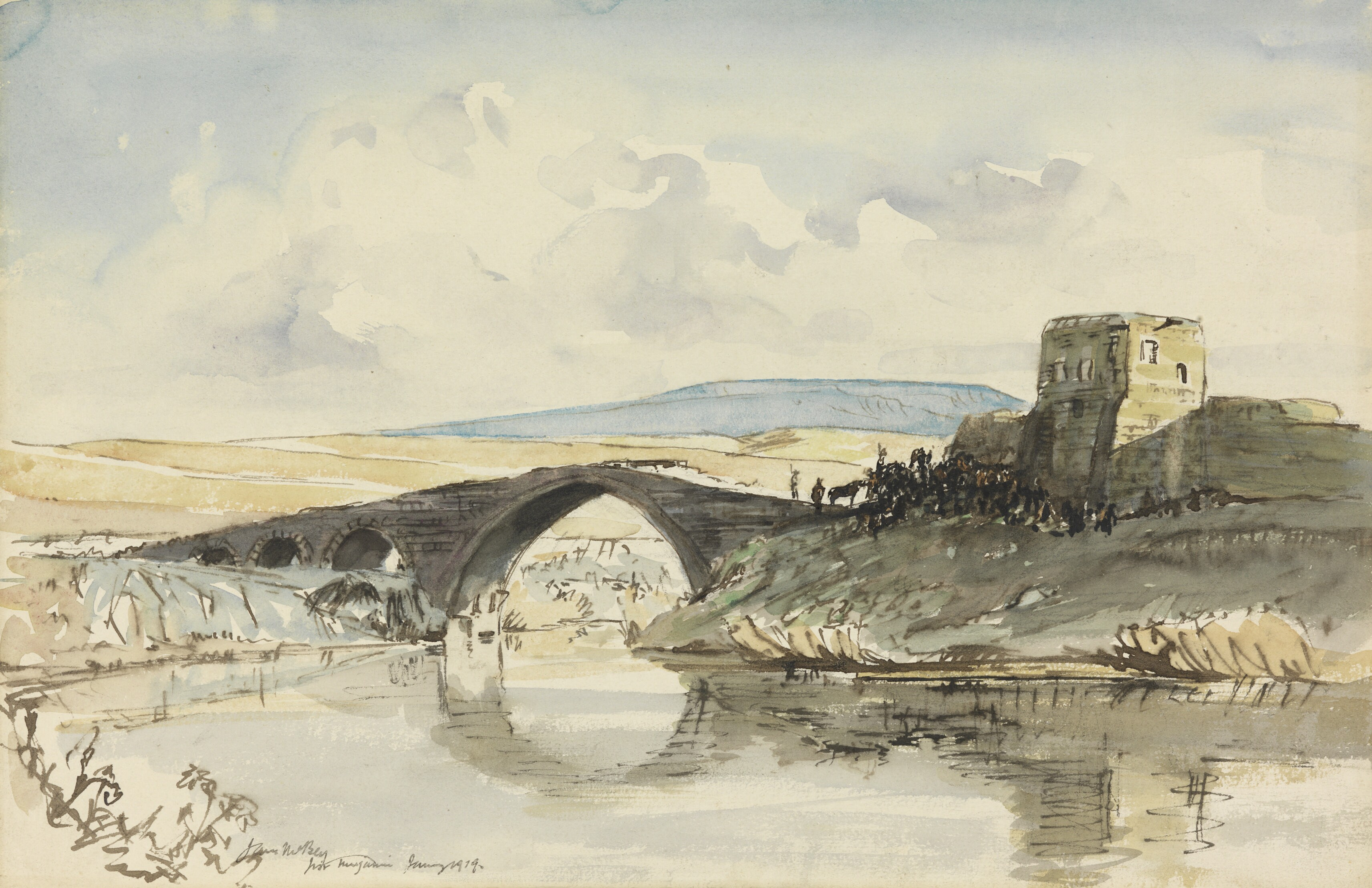
Schizzo del 1919 che mostra gran parte del vecchio Khan ancora in piedi
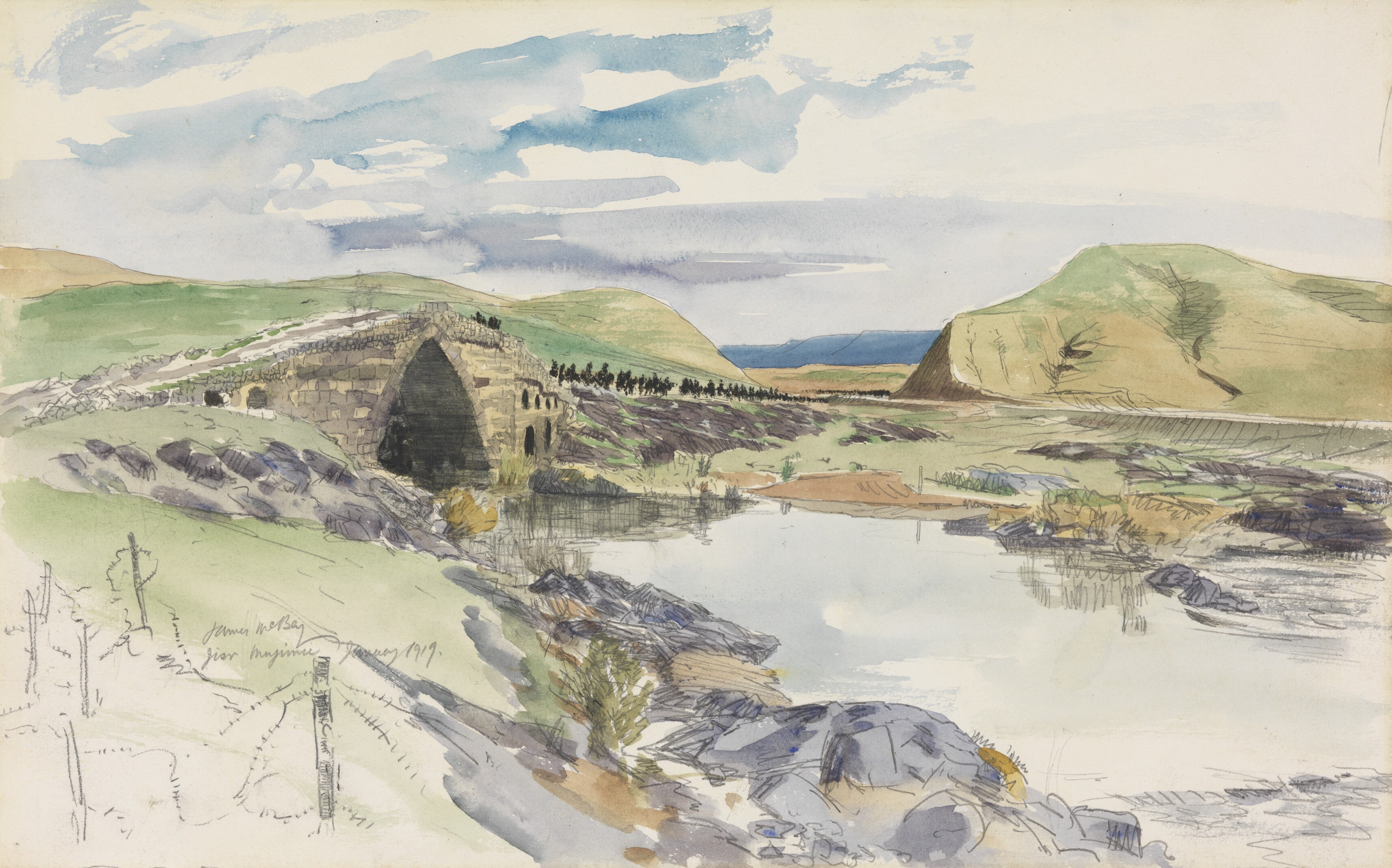
Bozzetto del 1919
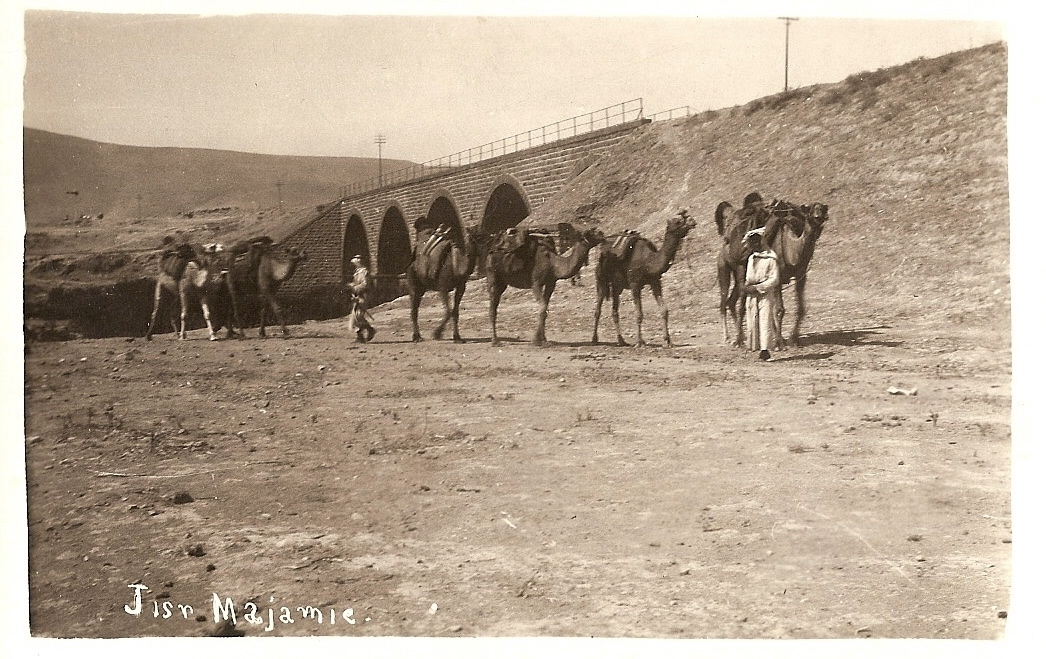
Il ponte ferroviario ottomano, foto di Karimeh Abbud, fine anni '20
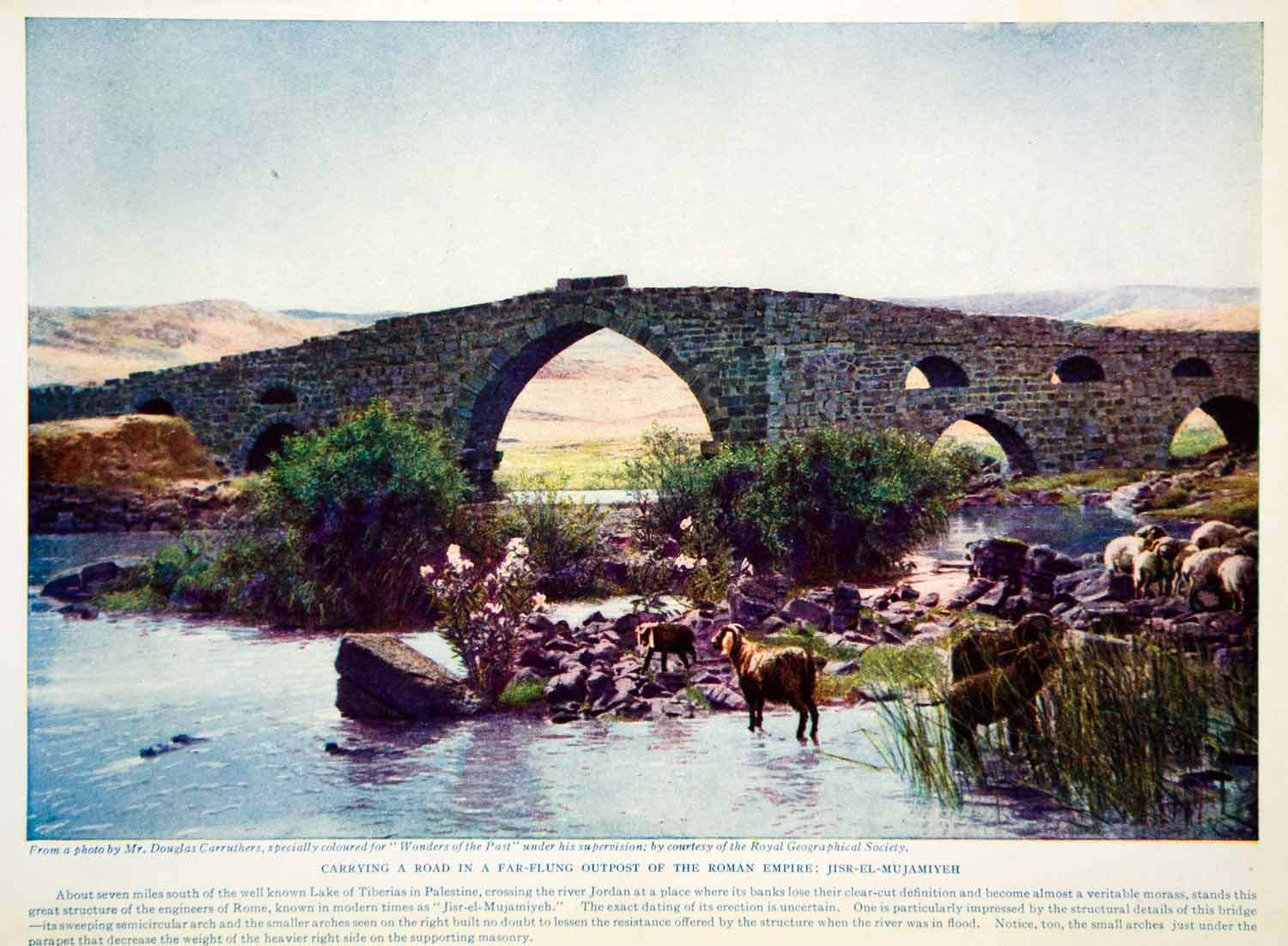
1924, prima della costruzione del ponte stradale parallelo
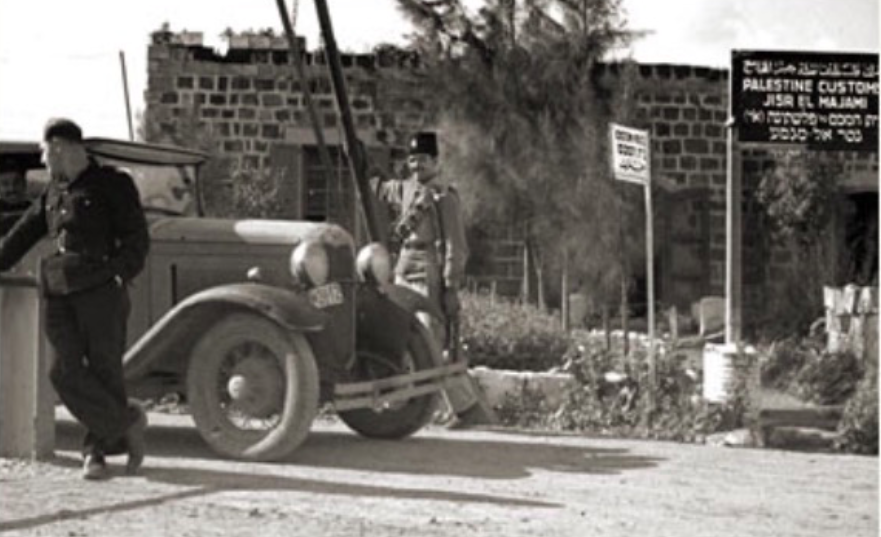
Punto doganale negli anni '30